# La Grand' Tante
La grand'tante (títol original en francès, en català La tieta àvia) és una obra dramaticomusical en un acte composta el 1867 per Jules Massenet sobre un llibret en francès de Jules Adenis. Es va estrenar el 3 d'abril de 1867 al Teatre Nacional de l'Opéra-Comique.